# ナンシー・ギルド
ナンシー・ギルド（Nancy Guild, 1925年10月11日 - 1999年8月16日）は、アメリカ合衆国の映画女優。主に1940年代から1950年代に活躍した。ブロンド色の髪をしており、代表作として『Somewhere in the Night』（1946年）、『The Brasher Doubloon』（1947年）、『Abbott and Costello Meet the Invisible Man』（1951年）がある。

## 来歴
ギルドはアリゾナ大学入学直後、写真誌によって注目を受けた。だが間もなくその写真誌は破産した。その後、ギルドはハリウッドでの契約を勝ち取った。
1950年代初頭に映画界を引退し、ブロードウェイの演出家アーネスト・マーティンと結婚した。